# Form Fantasi
Form Fantasi var en konsthantverkutställning på Liljevalchs konsthall i Stockholm som pågick mellan den 10 april till den 10 maj 1964. Initiativtagare var Svenska Slöjdföreningens och detta var deras första stora utställning med konsthantverk. 250 konsthantverkare deltog med cirka 2500 arbeten.
Utställningen kom att innebära ett genombrott för det som sågs som det nya och fria konsthantverket. Konstnärer som deltog var bland andra textilkonstnärerna Kaisa Melanton, Margareta Hallek, Hans Krondahl, Helena Hernmark, Maria Triller, Kristina Torsson och Veronica Nygren, keramikerna Anders B. Liljefors och Hertha Hillfon, smederna Sigurd Persson, Torun Bülow-Hübe, Birger Haglund, Carl Gustaf Jahnsson, Olle Ohlsson och Bengt Liljedahl, och möbeldesignern Nisse Strinning. Utställningens affisch utformades av Bengt Serenander.